# Blake Smith
Blake Smith (Boerne, 17 gennaio 1991) è un ex calciatore statunitense, di ruolo centrocampista.

## Carriera
Ha debuttato con gli Austin Aztex, e nel 2013 si trasferisce al Montreal Impact con cui gioca nella massima serie del campionato statunitense e nella CONCACAF Champions League. Nel 2014 si trasferisce in prestito agli Indy Eleven.
Il 6 novembre 2020 annuncia il proprio ritiro dal calcio giocato.

## Palmarès

### Competizioni nazionali
- Canadian Championship: 2

Montréal Impact: 2013, 2014